# Taux de migration
Le taux de migration net est le rapport entre le solde migratoire (différence entre les entrées et les sorties) et la population moyenne d'une zone considérée,.
L'indicateur est généralement exprimé pour 1 000 habitants. Ce taux peut être positif (s'il y a plus d'entrées que de sorties) ou négatif (s'il y a plus de sorties que d'entrées). 